# John Huston
John Huston, född 5 augusti 1906 i Nevada, Missouri, död 28 augusti 1987 i Middletown, Rhode Island, var en amerikansk regissör, manusförfattare, skådespelare och filmproducent. Huston skrev manus till de flesta av de 37  långfilmer han regisserade, flera av dem anses vara filmklassiker: Riddarfalken från Malta (1941), Sierra Madres skatt (1948), I asfaltens djungel (1950), Afrikas drottning (1951), De missanpassade (1961), Fat City - chansernas stad (1972), Mannen som ville bli kung (1975) och Prizzis heder (1985). Under sin 46-åriga karriär mottog Huston 15 oscarsnomineringar som regissör, manusförfattare och skådespelare samt belönades med två, för filmen Sierra Madres skatt, i kategorierna bästa regi och bästa manus. Han regisserade dessutom både sin far, Walter Huston och sin dotter Anjelica Huston i filmroller för vilka de vardera erhöll en Oscar.
Huston började sin karriär som manusförfattare under 1930-talet. 1941 regidebuterade han med Riddarfalken från Malta och arbetade därefter flitigt som regissör till omkring 40 filmer fram till sin död. Han hade gjort småroller redan som ung men på 1960-talet tog hans skådespelarkarriär fart. Han spelade ofta komiska roller, som i Casino Royale (1967), Candy (1968) och Myra Breckinridge (1970), men även mer seriösa roller.
Han var son till skådespelaren Walter Huston och far till fem barn, inklusive skådespelarna Anjelica Huston och Danny Huston.

## Filmografi i urval

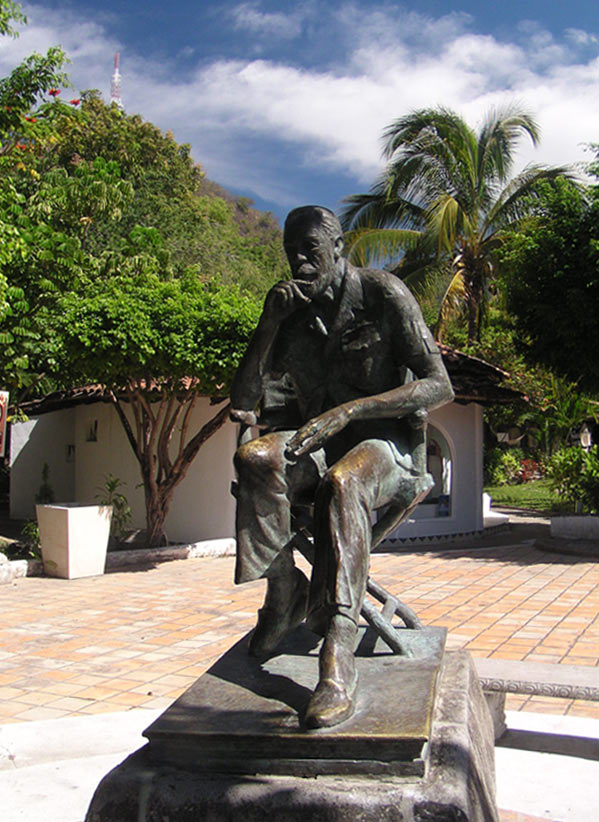
Staty i Puerto Vallarta, Mexiko, föreställande John Huston.

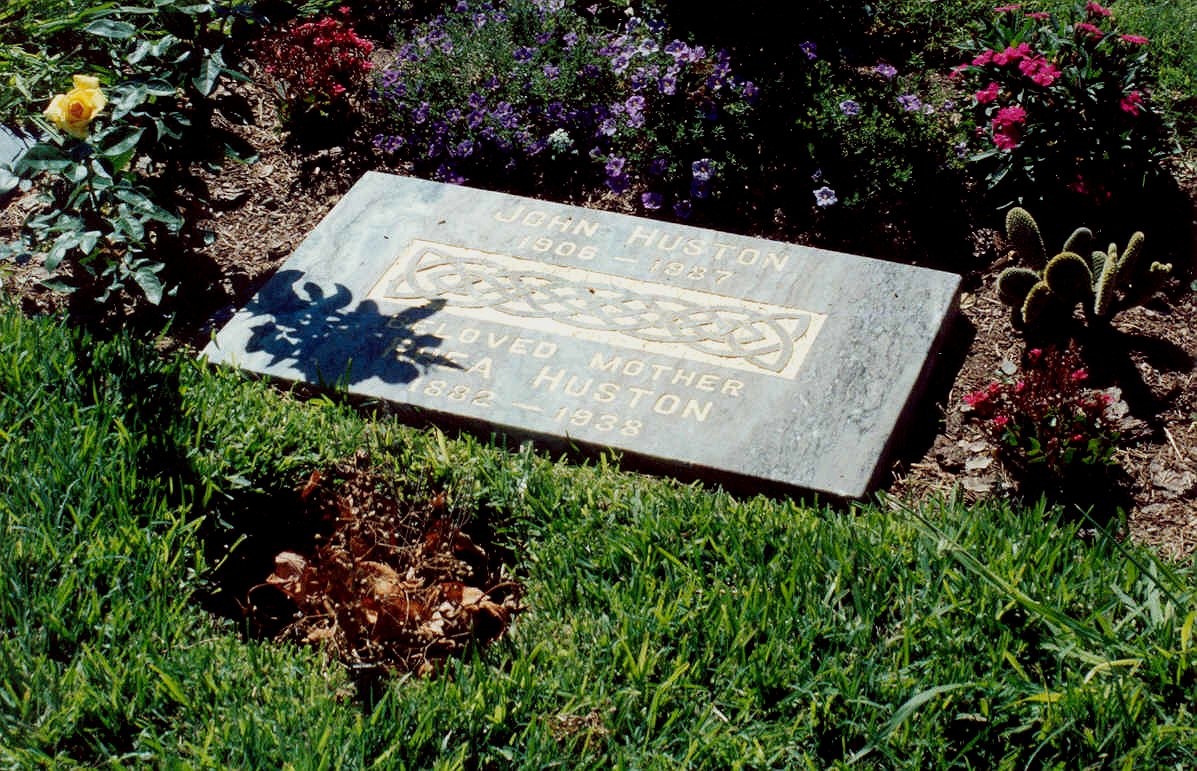
John Hustons grav på Hollywood Forever Cemetery.

- 1938 – Den mystiske doktor Clitterhouse (manus)
- 1938 – Skandalen kring Julie (manus)
- 1939 – Frihetshjälten Juarez (manus)
- 1941 – Riddarfalken från Malta (regi och manus)
- 1942 – Över Stilla havet (regi)
- 1942 – I detta vårt liv (regi)
- 1944 – Seger i Tunisien (regi)
- 1946 – Främlingen (manus)
- 1948 – Stormvarning utfärdad (regi och manus)
- 1948 – Sierra Madres skatt (regi, manus och roll)
- 1949 – Natt över Cuba (regi och manus)
- 1950 – I asfaltens djungel (regi, manus och produktion)
- 1951 – Afrikas drottning (regi)
- 1951 – Ung soldat (regi och manus)
- 1952 – Målaren på Moulin Rouge (regi, manus och produktion)
- 1953 – Skälmarnas marknad (regi, manus och produktion)
- 1956 – Moby Dick (regi, manus och produktion)
- 1957 – Vem vet, Mr Allison (regi)
- 1958 – Barbaren och geishan (regi)
- 1958 – Himlens rötter (regi)
- 1960 – De oförsonliga (regi)
- 1961 – De missanpassade (regi)
- 1962 – Det fördolda (regi)
- 1963 – Dödslistan (regi och roll)
- 1963 – Kardinalen (roll)
- 1964 – Bibeln ... i begynnelsen (regi och roll)
- 1964 – Iguanans natt (regi och manus)
- 1967 – Casino Royale (regi och roll)
- 1967 – Reflexer i ett gyllene öga (regi)
- 1968 – Kanaljen i galgen (regi)
- 1968 – Candy (roll)
- 1969 – Kärlekens hus (roll)
- 1970 – Brevet till Kreml (regi och manus)
- 1970 – Möte med kärleken och döden (regi och roll)
- 1970 – Myra Breckinridge (roll)
- 1970 – Djävulens ryggrad (roll)
- 1971 – Mannen i vildmarken (roll)
- 1972 – Fat City - Chansernas stad (regi, manus och produktion)
- 1972 – Häng dom snabbt (regi och roll)
- 1973 – Fällan (regi)
- 1974 – Chinatown (roll)
- 1975 – Mannen som ville bli kung (regi och manus)
- 1975 – Breakout (roll)
- 1975 – Vinden och lejonet (roll)
- 1976 – Sherlock Holmes i New York (roll)
- 1976 – Dödens tentakler (roll)
- 1977 – Angela (roll)
- 1977 – Ökenråttornas revansch (roll)
- 1977 – The Hobbit (röst)
- 1978 – Enkel till helvetet (roll)
- 1978 – Satans lilla flicka (roll)
- 1979 – Ont blod (regi och roll)
- 1979 – Winter Kills (roll)
- 1980 – Skräck (regi)
- 1980 – Sagan om konungens återkomst (röst)
- 1981 – Den sista matchen (regi)
- 1982 – Annie (regi)
- 1983 – Kär och galen (roll)
- 1984 – Under vulkanen (regi)
- 1985 – Prizzis heder (regi)
- 1985 – Taran och den magiska kitteln (berättarröst)
- 1986 – Momo (roll)
- 1987 – Minnen av lycka (regi)
- 1988 – Mr. North (manus)